# ملا محمد کاشانی
ملا محمد آخوند کاشانی معروف به آخوند کاشی (۱۲۱۳–۱۱ تیر ۱۲۹۴ شمسی) عارف، فیلسوف، حکیم، فقیه و عالم شیعی است. وی پس از تحصیلات مقدماتی در موطن خود (کاشان) به اصفهان مهاجرت کرد. وی تدریس فلسفه را با عرفان می‌آمیخت و از مدرسان حکمت صدرایی بود.

## زندگانی
آخوند ملا محمد کاشانی معروف به کاشی در سال ۱۲۴۸ قمری (یا ۱۲۴۹) در شهر کاشان زاده شده‌است. در جایی به تاریخ تولد وی اشاره نشده‌است و سال تولد وی از طول عمر وی که ۸۵ سال بوده، حدس زده می‌شود. به گفتهٔ جلال الدین همایی، وی به همراه جهانگیرخان قشقایی بعنوان دو استاد برجسته در فلسفه و فقه و اصول و ادبیات و اجتهاد بوده‌اند. وی به مدت پنجاه سال مشغول تدریس و پرورش شاگردان برجسته در حوزه‌های علوم عقلی و نقلی بوده‌است.
وی شنبه ۲۰ شعبان ۱۳۳۳ (۱۱ تیر ۱۲۹۴) در اصفهان درگذشت و در تخت فولاد دفن شد.

## استادان
بنا به گفته صدوقی سها، میرزا حسن نوری و محمدرضا صهبای قمشه‌ای از استادان ملا محمد کاشی در حکمت و فلسفه بودند.

## شاگردان
- آقا سید ابوالحسن اصفهانی
- حاج آقا رحیم ارباب
- سید حسین طباطبایی بروجردی
- میرزا حسن جابری انصاری
- شیخ محمد حکیم خراسانی
- سید مصطفی کاشانی
- سید محمدرضا خراسانی
- آقا ضیاءالدین عراقی
- طَرَب اصفهانی
- میرمحمد لطیف رضاتوفیقی
- آقا نجفی قوچانی
- شیخ هاشم قزوینی
- میرزا ابوالقاسم
- محمد نصیر شیرازی
- سید حسن مدرس
- میرزا علی آقا شیرازی
- سید جمال‌الدین گلپایگانی[۱]
- میرزا محمدباقر امامی
- ایت الله حائری دستجردی اصفهانی(فرقانی)
- میرزا علی اکبر شیخ‌الاسلام[۵][۶]
- میرزا یحیی مدرس اصفهانی[۷][۸]
- آقا محمد فیاض همدانی

## آثار
- حواشی بر کتابهای «اسفار»، «المشاعر» و «العرشیة» ملاصدرا